# Reza Emami
Mohammed Reza Emami, född 23 september 1963 i Kanada, är en svensk-kanadensisk professor i rymdtekniska system vid Luleå tekniska universitet. Hans forskning är främst inriktad på samverkande metoder av tvärvetenskapliga system, såsom rymdfarkoster, robotmanipulatorer och rovers.
Emami tog doktorsexamen i robotik och mekatronik från Institutionen för maskinteknik och industriell vid University of Toronto 1997 och är professor och ordförande för Onboard Space Systems. Sedan 2001 är han chef för Aerospace Mekatronik Group och koordinator för Aerospace och Design Laboratories vid University of Toronto Institutet för Aerospace Studies (UTIAS).
Emami blev utnämnd som en "Dagens professor" MathWorks 2003 och 2013 och blev nämnd i University of Torontos lista över "Miracle Workers" 2000.